# Scottish Cup 2005-2006

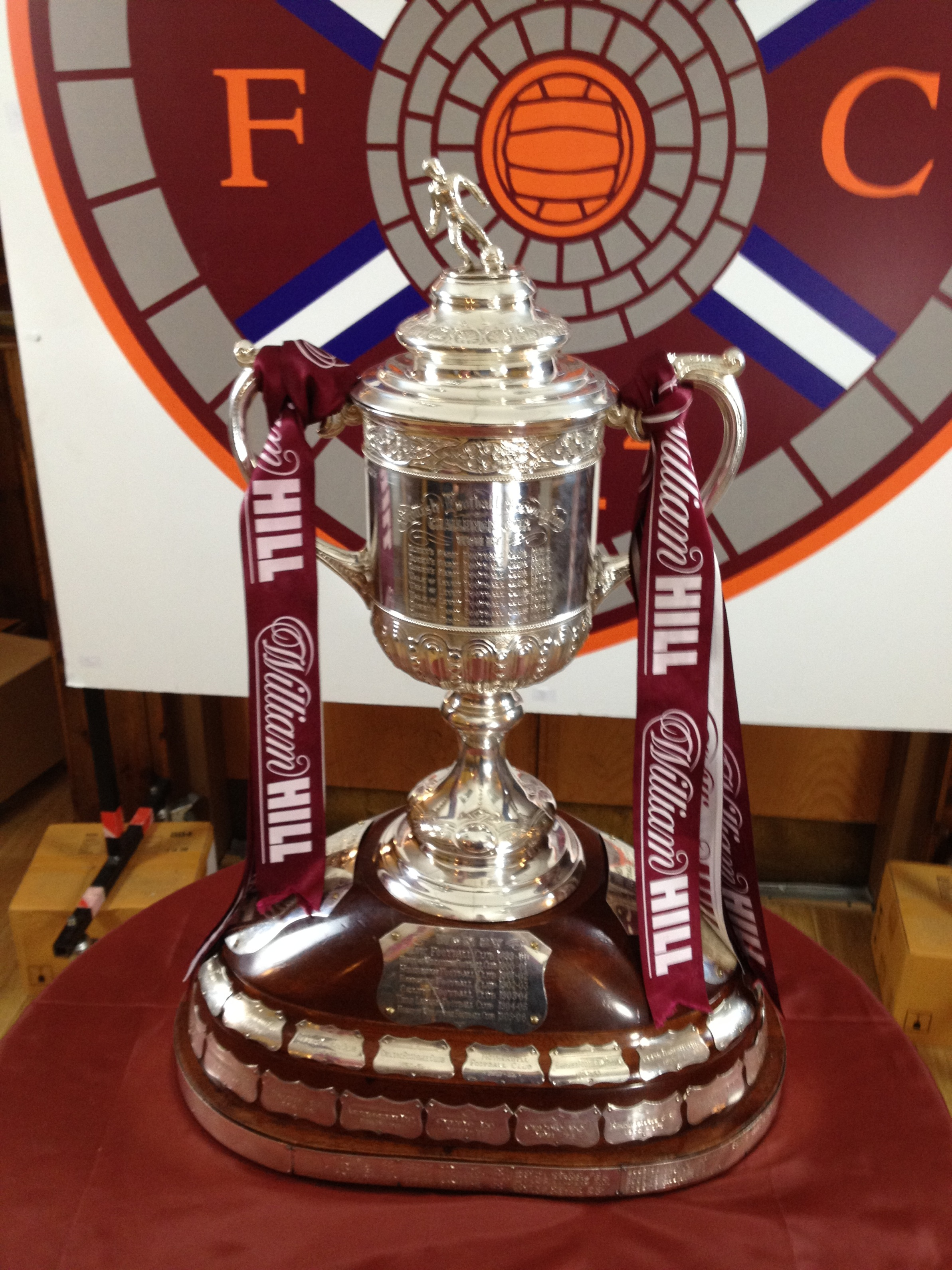
Trofeo della manifestazione

La Scottish Cup 2005-06 è stata la 121ª edizione del torneo. È iniziata il 19 novembre 2005 e si è conclusa il 19 marzo 2006. Gli Hearts hanno vinto il trofeo per la 7ª volta.

## Primo turno
| Squadra 1        | Risultato | Squadra 2          |
| ---------------- | --------- | ------------------ |
| 19 novembre 2005 |           |                    |
| Partick Thistle  | 1 - 1     | Albion Rovers      |
| Preston Athletic | 2 - 6     | Gretna             |
| 26 novembre 2005 |           |                    |
| Cowdenbeath      | 0 - 3     | Greenock Morton    |
| Dumbarton        | 4 - 1     | Forres Mechanics   |
| Spartans         | 1 - 0     | Berwick Rangers    |
| Stirling Albion  | 2 - 1     | Elgin City         |
| 28 novembre 2005 |           |                    |
| Alloa Athletic   | 9 - 0     | Selkirk            |
| Stenhousemuir    | 3 - 2     | East Stirlingshire |

### Replay
| Squadra 1        | Risultato | Squadra 2       |
| ---------------- | --------- | --------------- |
| 22 novembre 2005 |           |                 |
| Albion Rovers    | 1 - 3     | Partick Thistle |

## Secondo turno
| Squadra 1        | Risultato | Squadra 2            |
| ---------------- | --------- | -------------------- |
| 10 dicembre 2005 |           |                      |
| Alloa Athletic   | 1 - 0     | Montrose             |
| Arbroath         | 1 - 0     | Dumbarton            |
| Ayr Utd          | 3 - 2     | Greenock Morton      |
| East Fife        | 0 - 3     | Peterhead            |
| Gretna           | 6 - 1     | Cove Rangers         |
| Lossiemouth      | 0 - 5     | Spartans             |
| Queen's Park     | 2 - 0     | Raith Rovers         |
| Stenhousemuir    | 1 - 4     | Partick Thistle      |
| Stirling Albion  | 1 - 0     | Inverurie Loco Works |
| Threave Rovers   | 0 - 4     | Forfar Athletic      |

## Terzo turno
| Squadra 1          | Risultato | Squadra 2           |
| ------------------ | --------- | ------------------- |
| 7 gennaio 2006     |           |                     |
| Alloa Athletic     | 1 - 1     | Livingston          |
| Dundee Utd         | 2 - 3     | Aberdeen            |
| Dunfermline        | 3 - 4     | Airdrie Utd         |
| Falkirk            | 2 - 1     | Brechin City        |
| Hearts             | 2 - 1     | Kilmarnock          |
| Hibernian          | 6 - 0     | Arbroath            |
| Inverness          | 1 - 1     | Ayr Utd             |
| Queen of the South | 1 - 1     | Hamilton Academical |
| Rangers            | 5 - 0     | Peterhead           |
| Ross County        | 5 - 0     | Forfar Athletic     |
| Spartans           | 3 - 2     | Queen's Park        |
| St. Johnstone      | 0 - 1     | Gretna              |
| St. Mirren         | 3 - 0     | Motherwell          |
| Stirling Albion    | 0 - 1     | Partick Thistle     |
| 8 gennaio 2006     |           |                     |
| Clyde              | 2 - 1     | Celtic              |
| Dundee             | 2 -0      | Stranraer           |

### Replay
| Squadra 1           | Risultato   | Squadra 2          |
| ------------------- | ----------- | ------------------ |
| 11 gennaio 2006     |             |                    |
| Livingston          | 1 - 2       | Alloa Athletic     |
| 16 gennaio 2006     |             |                    |
| Ayr Utd             | 0 - 2       | Inverness          |
| 17 gennaio 2006     |             |                    |
| Hamilton Academical | 1 - 0 (dts) | Queen of the South |

## Ottavi di finale
| Squadra 1           | Risultato | Squadra 2       |
| ------------------- | --------- | --------------- |
| 4 febbraio 2006     |           |                 |
| Ayr Utd             | 1 - 1     | Dundee          |
| Clyde               | 0 - 0     | Gretna          |
| Falkirk             | 1 - 1     | Ross County     |
| Hamilton Academical | 0 - 0     | Alloa Athletic  |
| Hearts              | 3 - 0     | Aberdeen        |
| Inverness           | 2 - 2     | Partick Thistle |
| Rangers             | 0 - 3     | Hibernian       |
| 8 febbraio 2006     |           |                 |
| Spartans            | 0 - 0     | St. Mirren      |

### Replay
| Squadra 1        | Risultato       | Squadra 2           |
| ---------------- | --------------- | ------------------- |
| 7 febbraio 2006  |                 |                     |
| Alloa Athletic   | 0 - 3           | Hamilton Academical |
| 14 febbraio 2006 |                 |                     |
| Dundee           | 2 - 0           | Airdrie Utd         |
| Gretna           | 4 - 0           | Clyde               |
| Ross County      | 0 - 1           | Falkirk             |
| St. Mirren       | 3 - 0           | Spartans            |
| 15 febbraio 2006 |                 |                     |
| Partick Thistle  | 1 - 1 (4-2 dtr) | Inverness           |

## Quarti di finale
| Squadra 1           | Risultato | Squadra 2       |
| ------------------- | --------- | --------------- |
| 25 febbraio 2005    |           |                 |
| Falkirk             | 1 - 5     | Hibernian       |
| Gretna              | 1 - 0     | St. Mirren      |
| Hamilton Academical | 0 - 0     | Dundee          |
| Hearts              | 2 - 1     | Partick Thistle |

### Replay
| Squadra 1    | Risultato   | Squadra 2           |
| ------------ | ----------- | ------------------- |
| 9 marzo 2006 |             |                     |
| Dundee       | 3 - 2 (dts) | Hamilton Academical |

## Semifinali
| Squadra 1      | Risultato | Squadra 2 |
| -------------- | --------- | --------- |
| 1 aprile 2006  |           |           |
| Gretna         | 3 - 0     | Dundee    |
| 12 aprile 2006 |           |           |
| Hibernian      | 0 - 4     | Hearts    |

## Finale
| Arbitro: | Douglas McDonald |

|                                  |                      |                              |
| Skacel 39’                       | Marcatori            | 76’ McGuffie                 |
| Pressley Neilson Skácel Pospíšil | Tiri di rigore 4 – 2 | Grady Birch Townsley Skelton |